# Лонг, Мишель
Мише́ль Лонг (англ. Michelle Long; род. 7 апреля 1992, Ньюмаркет, Онтарио) — канадская фигуристка, выступавшая в одиночном катании. Участница чемпионата четырёх континентов (2018).

## Биография
В раннем возрасте Лонг прошла программу по улучшению базовых навыков катания CanSkate. Несмотря на это, до пятнадцати лет она не участвовала ни в каких соревнованиях. По достижении совершеннолетия Мишель поставила для себя цель — пройти отбор и выступить на чемпионате Канады. Совмещая катание с двумя работами — официантом и барменом, — а также заочным обучением в Йоркском университете, Лонг достигла мечты: в двадцать два года квалифицировалась на национальный чемпионат, где стала седьмой.
На национальном чемпионате Канады в 2016 году Лонг, тренировавшаяся в Ричмонд-Хилле провинции Онтарио под руководством Роберта Берка и Даниэль Роуз, заняла пятое место. Первым соревнованием международного статуса для неё стал челленджер Autumn Classic 2016. В сезоне 2017/18 спортсменка достигла главного успеха, попав в национальную сборную на чемпионат четырёх континентов, аналог чемпионата Европы для не-европейских стран. В обоих прокатах Лонг обошлась без падений, и финишировала пятнадцатой среди двадцати трёх одиночниц.
Чемпионат Канады 2022 года являлся для 29-летней Лонг седьмым в карьере. По итогам первого дня соревнований фигуристка остановилась на четвёртой позиции.  Благодаря эмоциональной произвольной программе, выйдя на лёд в элегантном фиолетовом платье под песню Леди Гаги «I’ll Never Love Again», она сохранила за собой четвёртую строчку. В произвольной она сделала пять тройных прыжков и комбинированное вращение максимального уровня. Ошибки проявились на прыжковых элементах — акселе и сальхове, — на которых Мишель не смогла выполнить запланированное количество оборотов. Тем не менее, четвёртое место стало её лучшим результатом, показанным в рамках национальных чемпионатов.
Наивысшую сумму баллов по системе Международного союза конькобежцев (ISU) Лонг набрала на Autumn Classic 2019, где за две программы получила от судей 149,52 балла. На внутриканадских турнирах Мишель набирала бо́льшую сумму баллов. Так, на чемпионате Канады 2019 года её итоговый результат составил 161,40. Но ISU не учитывает баллы с национальных чемпионатов при определении личных рекордов.
В 2022 году Лонг завершила карьеру фигуристки, переключившись на тренерскую деятельность и работу в качестве хореографа. Вне соревновательного катания Лонг принимала участие в съёмках сериала производства Netflix «Цепляясь за лёд». В сценах одиночного катания она была дублёром Каи Скоделарио, которая играла главную роль — фигуристку Кэт Бейкер.

## Программы
| Сезон   | Короткая программа                              | Произвольная программа                      |
| ------- | ----------------------------------------------- | ------------------------------------------- |
| 2019/20 | - «These Boots Are Made for Walkin’» Ли Хезлвуд | - «Broken Vow» Лара Фабиан                  |
| 2017/18 | - «Oblivion» Астор Пьяццолла                    | - «Nessun dorma» (Турандот) Джакомо Пуччини |

## Результаты
| Соревнования             | 13/14         | 14/15         | 15/16         | 16/17         | 17/18         | 18/19         | 19/20         | 20/21         | 21/22         |
| Международные            | Международные | Международные | Международные | Международные | Международные | Международные | Международные | Международные | Международные |
| ------------------------ | ------------- | ------------- | ------------- | ------------- | ------------- | ------------- | ------------- | ------------- | ------------- |
| Четыре континента        |               |               |               |               | 15            |               |               |               |               |
| U.S. Classic             |               |               |               |               | 8             |               |               |               |               |
| Volvo Open Cup           |               |               |               |               |               |               | 18            |               |               |
| Autumn Classic           |               |               |               | 11            |               |               | 8             |               |               |
| Национальные             |               |               |               |               |               |               |               |               |               |
| Чемпионат Канады         |               | 7             | 5             | 9             | 7             | 6             | 5             | отм.          | 4             |
| Skate Canada Challenge   | 24            | 4             | 12            | 9             | 2             | 3             | 3             | 5             | 8             |
| Skate Ontario Sectionals |               |               |               |               | 2             | 5             |               | 4             | 3             |
| Minto Summer Skate       |               |               |               |               |               |               | 3             |               |               |